# 黃志鵬
黃志鵬（1951年1月1日—），台灣人，畢業於國立政治大學的財稅系關務組，曾任中華民國對外貿易發展協會秘書長、經濟部國際貿易局局長、駐越南台北經濟文化辦事處駐越代表(2009-2015)，無論在協會或是政府機關，對於推動台灣貿易都非常地積極。

## 外部連結
- 專訪文章 （页面存档备份，存于）
- 駐越南台北經濟文化代表處